# Rola-de-reichenow
A rola-de-reichenow (Streptopelia reichenowi) é uma espécie de ave da família Columbidae.
Pode ser encontrada nos seguintes países: Etiópia, Quénia e Somália.
Os seus habitats naturais são: florestas subtropicais ou tropicais húmidas de baixa altitude, matagal árido tropical ou subtropical, plantações  e áreas urbanas.
Está ameaçada por perda de habitat.